# Trike
Cet article concerne le tricycle motorisé. Pour le tricycle non motorisé, voir Tricycle couché.

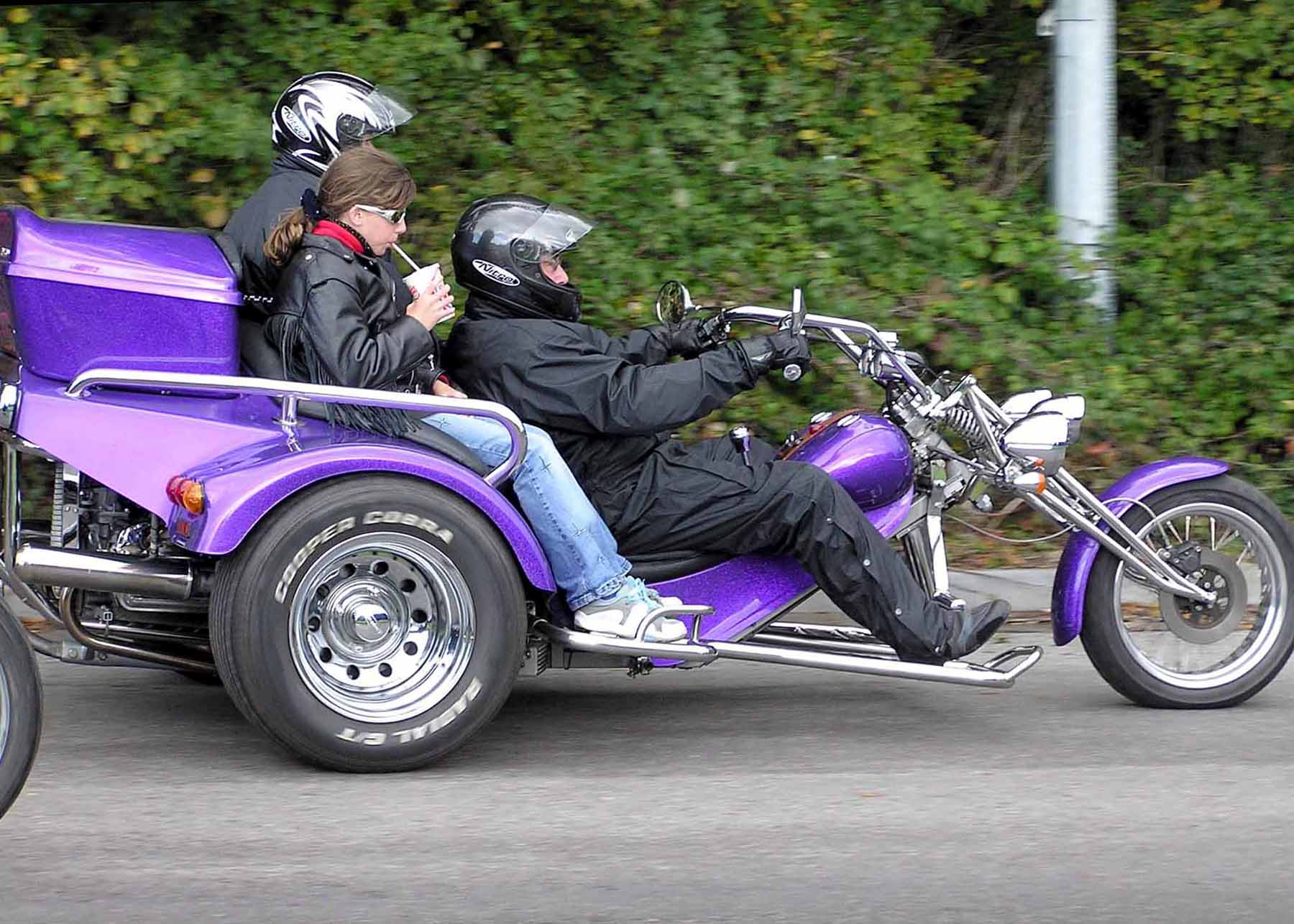
Un trike classique de rewaco type « HS Family » avec ses deux places à l'arrière.

Un trike est un cycle motorisé à trois roues symétriques, engin hybride à trois roues plus ou moins mi-moto/mi-automobile, sorte de moto stable comme une automobile, dirigé par un guidon, et généralement relativement large à l'arrière à l'instar d'une automobile. Ces engins sont originaux (trikes classiques et autres) ou dérivés d'une moto de série (moto-trikes). Le terme original anglophone est une abréviation de tricycle et bike et fait implicitement référence à la culture biker.

## Définition
Dans l'Union européenne, depuis 2009 en France le trike appartient  généralement à la catégorie L5e. Au titre de l'article R311-1 du code de la route français (inspiré de la Directive européenne de 2002), le tricycle à moteur appartenant à la catégorie L5e se définit comme suit : « véhicule à trois roues, dont la masse en ordre de marche ne dépasse pas 1 000 kg, équipé d'un moteur d'une cylindrée supérieure à 50 cm3 s'il est à combustion interne et / ou dont la vitesse maximale par construction est supérieure à 45 km/h. »
D'autres conditions à respecter peuvent expliquer qu'un tricycle à moteur reste homologué dans la catégorie des motocyclettes et non en L5e. Suivant la norme LR3, catégorie TM, il est par exemple nécessaire, entre autres, que l'entraxe entre les deux roues du véhicule montées sur le même axe soit égale ou supérieure à 460 mm, deux roues séparées de moins de 460 mm étant considérées comme une roue jumelée. Il faut aussi qu'il soit homologué comme tel en France (infra).
Suivant leur puissance, un trike peut se conduire en France et dans certains pays avec le permis A ou, à certaines conditions (infra), avec le permis B (auto).
Ces engins hybrides empruntent à la fois à l'automobile et à la motocyclette. Ils sont le plus souvent à fort gabarit arrière et contrairement au side-car, ils sont symétriques, avec un (ou des) passager(s) assis derrière le conducteur. Leur comportement routier ne se compare pas aux deux-roues.
Né aux États-Unis, initialement associé à la marque Harley-Davidson, le terme a franchi l'Atlantique dans les années 1970 mais le trike demeure encore relativement rare en France, indépendamment du développement récent des scooters à trois roues qui ne s'inscrit pas dans la même lignée.
Il n'y a jamais eu de fabrication industrielle d'ampleur sauf les moto-trikes Harley-Davidson, par exception. Les autres trikes sont généralement de fabrication artisanale et marginale, à base de moto modifiée, de châssis de voiture recoupé ou sur un châssis fabriqué, avec souvent des moteurs de voiture, mais également des moteurs de motos comme Harley-Davidson. La tendance est néanmoins à la standardisation semi-industrielle.

## Historique

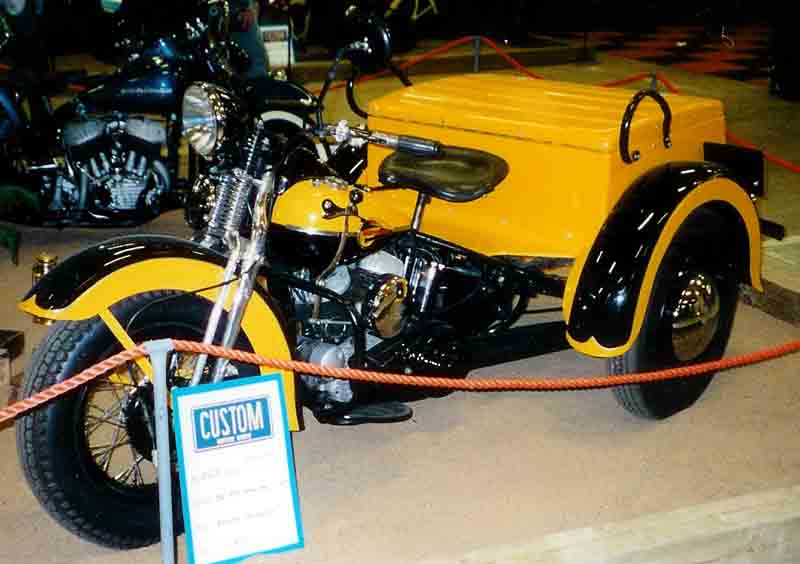
Le Harley-Davidson Servi-Car.

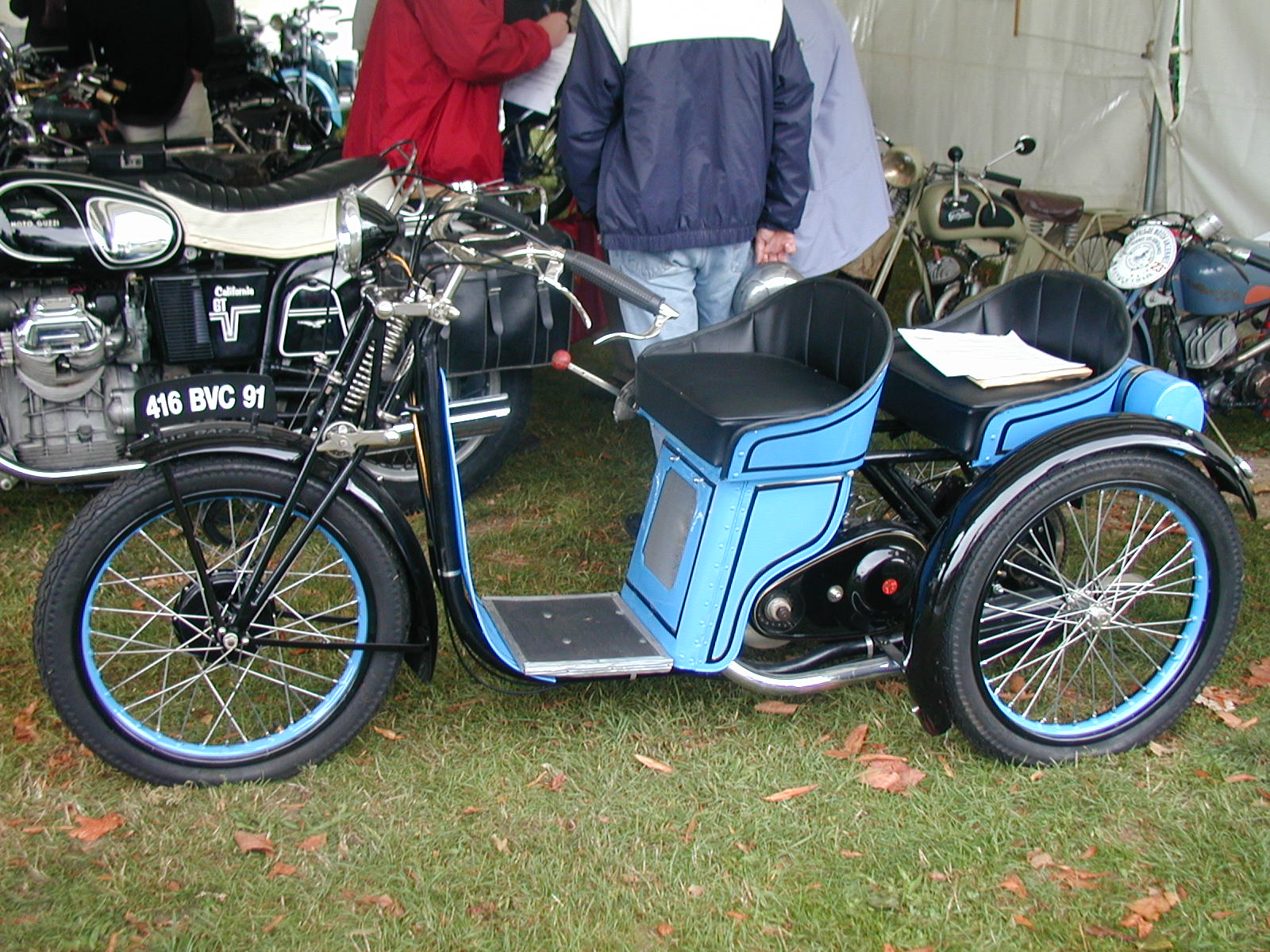
L'Automouche de Monet-Goyon dernière version (1936).

Bien que le terme n'existait pas encore, on fait généralement remonter le premier « trike » au servi-car que Harley-Davidson commercialise à partir de 1932 jusqu'en 1973, moyennant quelques évolutions techniques (fourche hydraulique, démarreur électrique, frein à disque). Il s'agit initialement d'une motocyclette 750 cm3 dont l'arrière transformé supporte une grosse malle qui est généralement aménagée en large siège matelassé adossé au pilote, avec poignées latérales, notamment pour la version police, avec un usage intense jusque dans les années 1990. Ce type d'engin à fort empattement arrière et géométrie « Delta » (1-2) est encore l'archétype des moto-trikes d'aujourd'hui et préfigure grandement l'évolution vers les trikes classiques de type chopper.

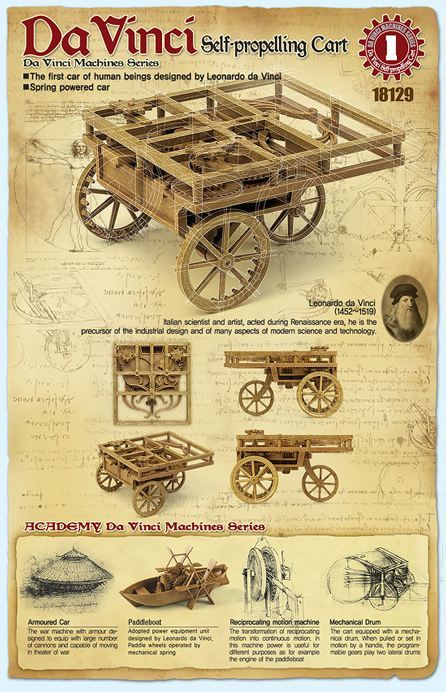
Maquette du tricycle automatique imaginé par Vinci.

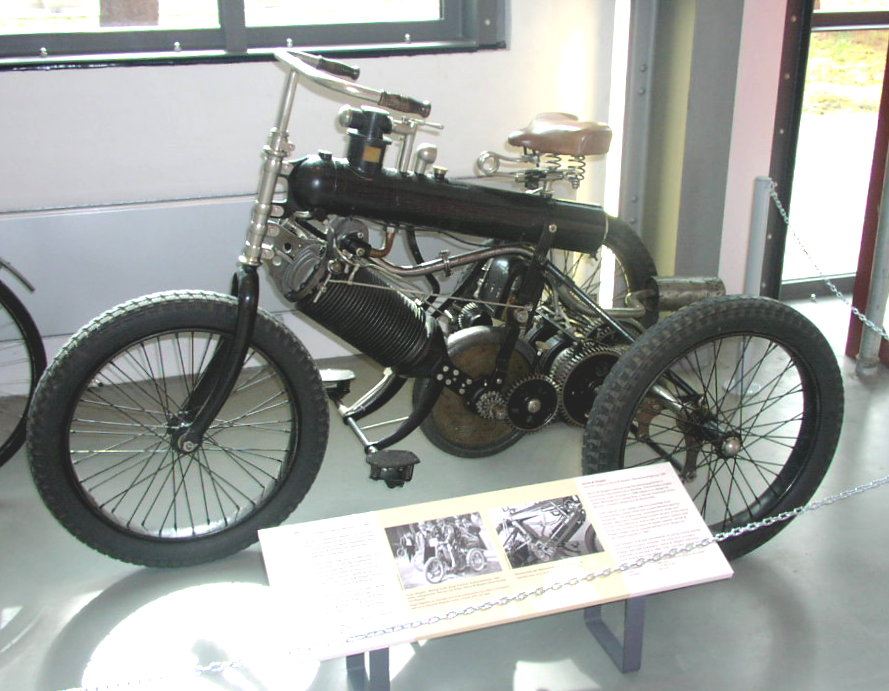
Heinle & Wegelin Tricycle (1898).

Cependant, c'est oublier, sans qu'il soit besoin de remonter aux croquis de Léonard de Vinci du XVIe siècle (photo), ni aux premiers tricycles non motorisés qui naissent plus d'un siècle et demi plus tard, que le premier véhicule à moteur à trois roues symétriques de l'histoire, en l'espèce un lourd fardier (transporteur de charges) animé par une machine à vapeur à empattement avant, est dû au français Joseph Cugnot en 1769. À la fin du XIXe siècle et dans le prolongement de cette invention, le tricycle motorisé (de série) apparaît réellement en France avec De Dion-Bouton, d'abord équipé d'un moteur à vapeur, avec « La Marquise » de 1883/84,, auquel succédera en 1895 un modèle léger remarquable, premier véhicule de série, équipé d'un 4 cylindres rotatif en étoile, à pétrole, d'un demi-cheval et muni d'un dispositif de changement de rapport de transmission et allumage par rupteur,.
Contemporaine du tricycle français de J. Virot et suivit par le Serpolet-Peugeot de 1889, La Marquise aurait cependant été précédée par les prototypes à vapeur de l'américain Fischer en 1859, du belge Jean Joseph Lenoir breveté en 1860 et le Sream Tricyckes de l'américain George A Long en 1880, et même par le premier tricycle électrique des anglais William Ayrton et John Perry en 1881. En 1886, l'Allemand Carl Benz semble néanmoins être le premier à équiper un tricycle d'un moteur à explosion, un 2-temps (de 988 cm3) qui parcourt 200 km, précédant de peu le Français Félix Millet qui motorise ses tricycles (puis ses motos) avec un 5-cylindres en étoile en 1887.
Ces engins majoritairement à géométrie « Têtard » (2-1) accompagnent les débuts de l'automobile et en familiarise l'usage dans un foisonnement de solutions difficile à inventorier. Ettore Bugatti trouve sa vocation à 14 ans en modifiant l'un d'eux, puis il en fabrique à ses débuts avec deux moteurs De Dion-Bouton, le fameux « Prinetti Stucchi 2,5 HP ». Dans les années 1900, sauf exceptions, les deux-roues se retrouvent plutôt à l'arrière (géométrie « Delta »), les machines à une ou deux places s'allègent avec leurs moteurs, toujours à l'arrière ; le guidon s'impose à ce stade intermédiaire. Dans cette veine, les tricycles français De Dion-Bouton et leurs dérivés chez Terrot et Peugeot, équipés du même moteur que l'on retrouve aussi chez l'anglais Ariel Cycle Co et chez  l'allemand Heinle & Wegelin (photo), le tricycle français à moteur Buchet et le tricycle hongrois de János Csonka, le Castle Three anglais de la même période est plutôt une voiturette car elle est carrossée. entre autres ; puis à partir des années 1920-22, les tricycles français Monet-Goyon, dont l'« Automouche » augure certains tricycles actuels pour handicapés. Parallèlement, la moto dont la paternité revient au Français Louis-Guillaume Perreaux (1869) et à l'Allemand Gottlieb Daimler (1885), se développe sur les deux continents à partir de 1901, date de création de nombreuses marques, avec une motorisation initialement fortement inspirée du De Dion-Bouton, comme pour les premières Harley Davidson.
En 1932, le « Servi-Car » de Harley-Davidson est un dérivé de leurs motocyclettes de série. Il fut cependant précédé d'un an par le « Dispatch remorquage » de Indian qui lui-même était l'aboutissement d'une formule de tricycle de service, encore à roues avant, inaugurée en 1904 par Indian, développée avec son « Tri-Car » (1906) et déclinée également par Harley-Davidson (« Forecar » vers les années 1913-1915) et par plusieurs pays, avant que ne s'impose la solution Servi-Car. Quant au bike-conversion (moto d'origine convertie en tricycle), il remonte sans doute aussi aux années 1930 avec ce kit californien « Cycle-Tow » qui permettait d'ajouter deux roues à l'arrière d'une moto HD de série, en sus de ses roues d'origine et à ce kit français « Tri Moto » de Ferdinand Bert qui transformait l'avant d'une moto en une sorte de triporteur pour un passager.
C'est encore aux États-Unis que le trike moderne se conceptualise et se développe avec parfois une imagination débridée, à partir de la fin des années 1960, à la suite des initiatives des premiers vétérans du Vietnam qui, blessés notamment aux jambes, veulent continuer de rouler avec leurs motos. Entre autres exemples, le designer-constructeur californien Ed Roth, qui fréquente un moment les Hells Angels, s'intéresse au trike qu'il équipe d'un moteur Volkswagen, reprenant cette idée venue des bases US allemandes où les vétérans avaient imaginé un engin hybride comportant l’avant d’une Harley et l’arrière de la mythique Coccinelle, équipée du fameux moteur boxer refroidi par air (flat four VW). Aujourd'hui, bon nombre de trikes européens sont encore mus par un tel moteur, appelé familièrement « cox » dans le monde du trike, à côté de moteurs d'autres marques, y compris de motos comme Harley-Davidson. L’emplacement du moteur des trikes passe de l’avant à l’arrière au fil du temps, afin d’utiliser les groupes propulseurs des automobiles à traction avant modernes ou bien les ponts et les arbres de transmission des tractions arrière que propulsent des moteurs de moto. Très lié à l'esprit Harley, le trike s'affirme comme un symbole rebelle et identitaire que s'approprient les bikers, et dans une moindre mesure, d'anciens hippies. Des vedettes du Rock, Elvis Presley aux États-Unis sur un engin dû à Ed Roth, Johnny Hallyday en France sur un tricylindre Wolswagen ramené du Brésil, associent leur image au trike dans les années 1970-75. C'est dans ces années-là que des sociétés comme The Trike Shop (futur Roadsmith), Dragon Trikes, Hannigan Motorsports ou Side Car Californie (CSC) naissent aux États-Unis et, plus tard, par exemple Lehman Trikes (1985), Champion (1990) et Motortrike (1994). Cependant, Harley-Davidson n'adaptera son servi-car au trike moderne qu'en 2009 avec le Tri-Glide. En Allemagne, Dietrich Fecht produit son premier trike en 1979, Freeway apparaît en 1981, CCS Trike en 1982, Boom Trikes et rewaco en 1990, WK-Trikes et Devil's suivent en 1994 et 1995. L'anglais Mark Grinnall met au point son premier trike sur une base Triumph en 1990.

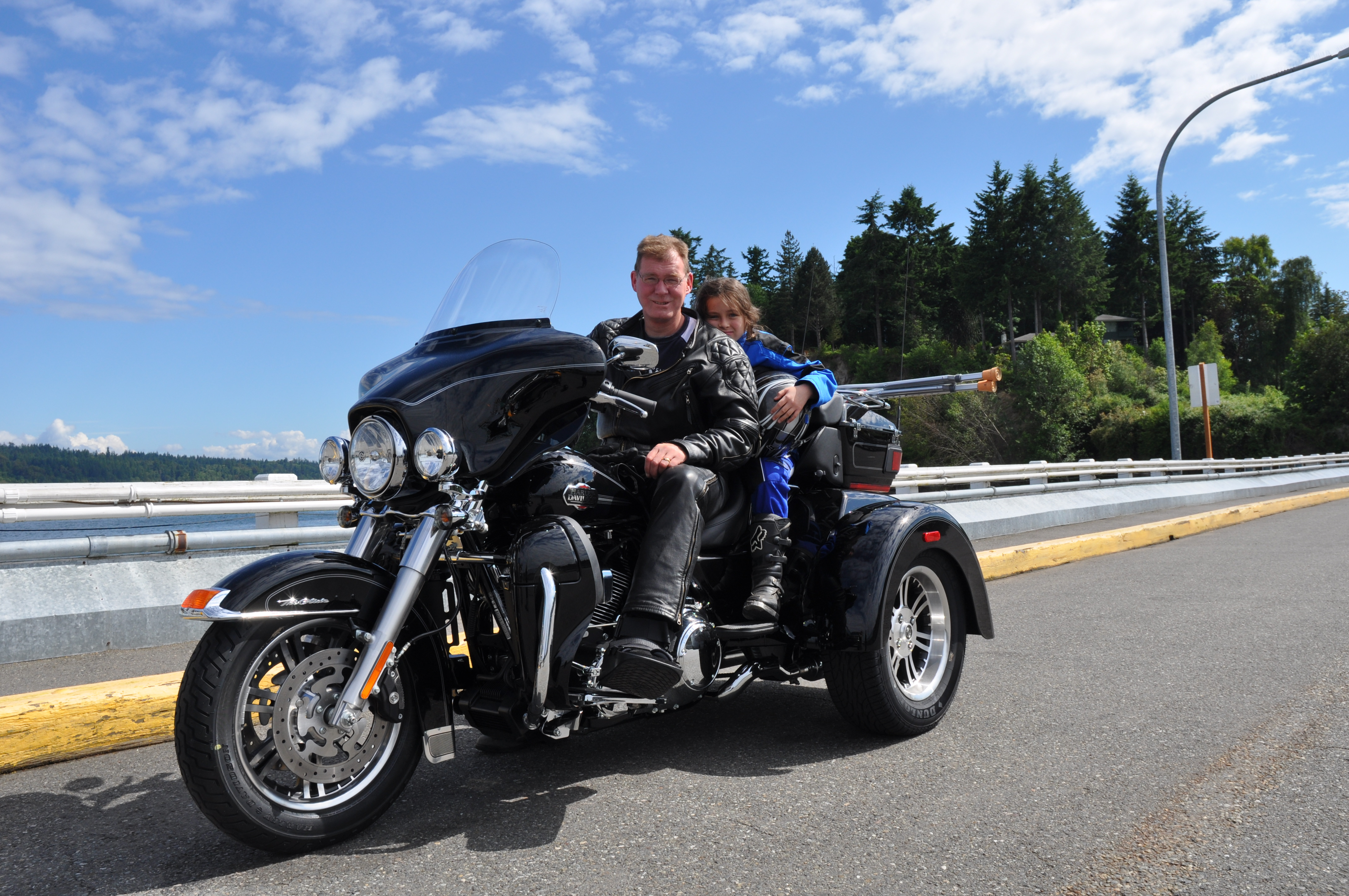
Le « Tri Glide » de Harley-Davidson (2009), qui avec le « Freewheeler » (2015) sont les seuls moto-trikes d'usine actuels.

Le phénomène touche pourtant tardivement la France qui refuse systématiquement l'homologation de ces engins ; une attitude méfiante qui semble perdurer parfois et qui était contournée à l'époque par quelques amateurs roulants sous plaques étrangères, notamment avec des trikes allemands. Il faudra attendre 1997 après que l'Union européenne ait imposé leur homologation en 1992 pour que, après plusieurs années de démarches, Gilles Letondor pour Dragon Trike et Philippe Schoun pour Megaphone Pionnier, chacun de leur côté, réussissent à homologuer leur premier trike commercial en France, en août 1997. À l'époque, la carte grise porte la mention « TQM » (tricycles et quadricycles à moteur). Précurseur également, Bruno Westelynck pour EML France ne fait homologuer les premiers motos-trikes Gold Wing et Harley respectivement qu'en 1999 et 2007.
Malgré sa progressive banalisation, le trike est encore moins développé en France qu'en Angleterre ou en Allemagne, par exemple, si l'on excepte une nouvelle catégorie de véhicules urbains, plus proche du scooter, apparue en 2007-08, qui connaît un développement spectaculaire par effet d'aubaine (infra), au point de séduire nombre de célébrités et le président de la République française, François Hollande lui-même. La population d'utilisateurs (« trikers ») s'étoffe et se diversifie ; l'âge moyen est de 50 ans car les bikers âgés lorgnent de plus en plus vers les trikes bien que de nombreux jeunes soient séduits par le côté fun de l'engin en dépit de son coût, avec une montée en puissance récente des moto-trikes (bike-conversion) préfigurant l'arrivée en France du Tri-Glide fin 2013 et de la gamme Hannigan fin 2014 et de l'émergence de solutions alternatives non encore importées (infra).
Preuve de la popularité grandissante des moto-trikes, le dirigeant russe Vladimir Poutine s'est affiché sur une Harley-Davidson convertie, successivement en 2010 et 2011, lors de deux manifestations bikers très médiatisées, faisant ainsi écho à la présentation du premier Tri-Glide Harley-Davidson de l'escorte présidentielle américaine, en tête de la parade inaugurale à l’occasion de l’investiture du président Barack Obama en 2009. Johnny Hallyday disposait également en dernier lieu de ce type de trike à Los Angeles.

### 2003-2019
Le graphique qui aurait dû être présenté ici ne peut pas être affiché car il utilise l'ancienne extension Graph, désactivée pour des questions de sécurité. Des indications pour créer un nouveau graphique avec la nouvelle extension Chart sont disponibles ici.

## Différents trikes motorisés

### Trikes sur base moto (moto-trike ou bike-conversion)
Les trikes sur base moto sont des motos, neuves ou non, converties en trois roues à large empattement arrière, qui gardent l'essentiel de leurs caractéristiques et leur look initiaux, le plus souvent de grosses cylindrées, suréquipées d'origine, rarement personnalisées façon chopper. Il est théoriquement possible de transformer soi-même une moto en trike en commandant un kit (notamment sur Internet) — par exemple, le kit vendu par Santiago Chopper permet de transformer en trike une Yamaha XVS 950 Midnight Star — mais le montage nécessite une bonne dose de compétence et l'homologation individuelle est toujours aléatoire. D'autres solutions alternatives existent, notamment aux États-Unis et au Canada où il existe des kits amovibles pouvant équiper notamment les tourings Harley-Davidson, ce qui laisse la moto intacte (voir photo) et, récemment, le japonais Kreissieg propose un kit fixe « KSG » permettant d'obtenir un engin étroit, dont les roues arrière peuvent pencher. La solution habituelle consiste actuellement à choisir un trike « clé en main » ou à s'adresser à des transformateurs utilisant des kits standards visant à obtenir un engin qui se conduit à plat comme un trike ordinaire. En Europe, les allemands Boom Trikes (jusqu'en 2012) et rewaco proposent des motos déjà converties en trikes (Bike Conversion), accessibles en France, sur la base de modèles customs tels que les Yamaha MT-01, Honda Shadow VT 750, Suzuki Intruder (800, 1500 et 1800) et Triumph Rocket III. L'anglais Grinnall transforme des BMW comme la R 1200 C. Au Canada, RC Trike et aux États-Unis, Roadsmith, Lehman, Motortrike, Side Car Californie, Ace Motorworks, Cool Custom Trikes, Champion, Hannigan, Trikes For You font de même, entre autres. Lehman, par exemple, convertit en trike des tourings Harley-Davidson (supra, le trike utilisé par Poutine), Gold Wing, Kawasaki Vulcan 900, Suzuki Boulevard C90 et Victory Vision. Depuis 2009, la marque Harley-Davidson, qui dérive ainsi son traditionnel servi-car, produit elle-même des trikes d'usine, d'abord un « Tri Glide » sur une base Electra Glide Ultra Classic, puis en 2011 un « Street Glide Trike » (abandonné depuis), et le « Freewheeler » sorti en 2015, destinés initialement seulement au marché d'Amérique du Nord. Le Tri Glide Ultra est importé en France à partir de fin 2013 avec une nouvelle motorisation et une nouvelle planche de bord et le Freewheeler, fin 2016.
En Europe (France y compris) et au Japon, le néerlandais EML transforme les modèles FLH Touring et Sportster XL de Harley-Davidson en trikes. Également la Street Bob depuis 2013. EML convertit aussi la Honda Gold Wing, des Victory depuis 2013 (supra) et courant 2014 la Yamaha Bolt. Dans tous les cas, EML enlève la roue arrière à la moto d'origine et rajoute un pont pourvue de 2 roues avec différentiel, des pneus arrière larges, une suspension semi indépendante avec barre stabilisatrice (tourings) ou indépendante, un coffre et de larges marche-pieds chromés en option. Depuis 2010 en France, une marque belge Q.Tec permet de faire une transformation semblable, exclusivement sur une base Harley-Davidson Softail, dont l'une des versions est destinée aux personnes à mobilité réduite. Le trike sur base Victory Végas est présentée par rewaco en 2012, et la version sur base Victory Judge ou Boardwalk est présenté en 2013 par EML France. Depuis octobre 2014, Yukon Motorcycle Technology (YMT) distribue en France et en Europe la gamme Hannigan sur base Honda Gold Wing, Yamaha Venture, les BMW K 1600, FLH Touring et Harley-Davidson V-Rod, Indian Chief, Kawasaki Vulcan et Triumph Rocket. Tous ces trikes ont une cylindrée généralement comprise entre 800 et 2 300 cm3 (Triumph Rocket). Par opposition avec la catégorie suivante, on qualifie parfois ces trikes de « traditionnels » parce qu'ils sont généralement proches de la moto d'origine et sont dans la tradition du servi-car d'Harley-Davidson. Mais le terme reste ambiguë et on parle aussi de « moto-trikes », voire de « trike-servi-cars ». En France, excepté pour le Tri Glide et le Freewheeler qui sont déjà convertis, la transformation peut à elle seule coûter environ 8 000 € mais peut être plus onéreuse, autour de 20 000 € en 2013 pour un touring Harley EML, en sus du prix de la moto, soit un coût total à partir de 45 000 €. Toutefois on observe depuis une baisse, par alignement des tarifs sur ceux de la gamme Harley-Davidson, ainsi qu'un désengagement progressif des autres marques sur un segment de marché qui reste une niche, par ailleurs soumis au durcissement de la législation européenne.

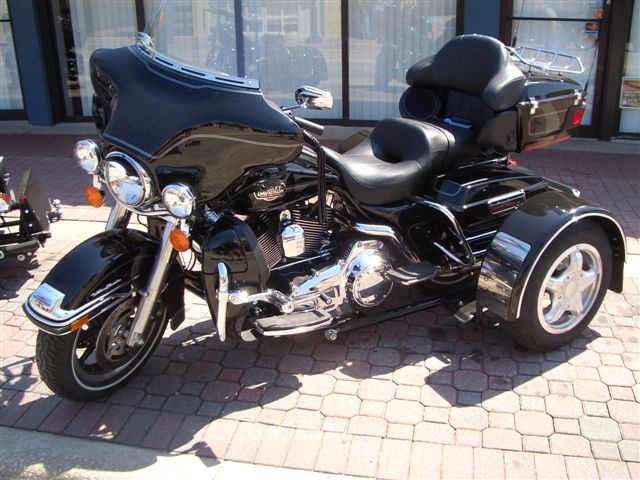
Kit amovible monté sur une Harley-Davidson Electra Glide (Daytona 2008).
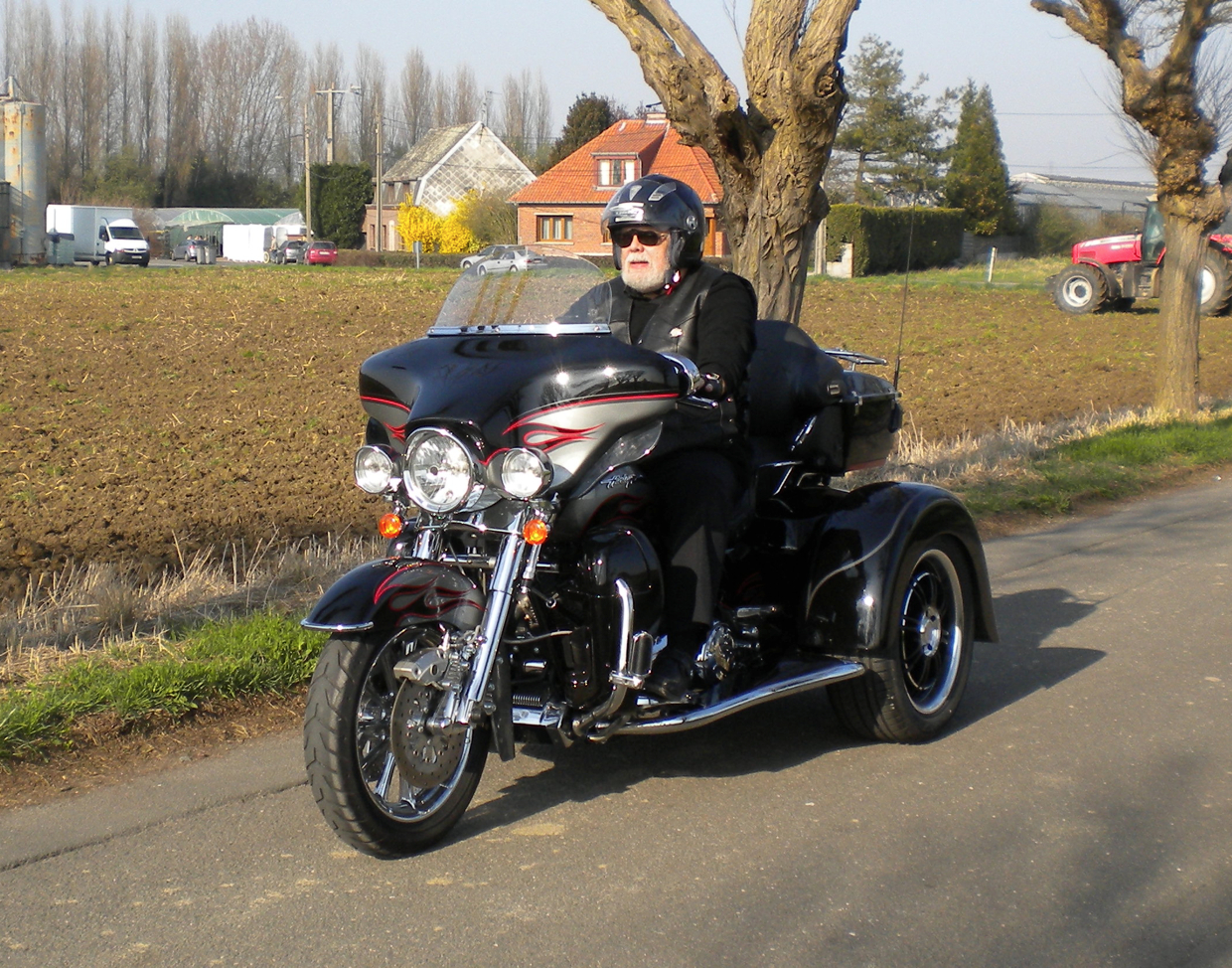
Trike EML sur une base Harley-Davidson Electra Glide CVO (2010).
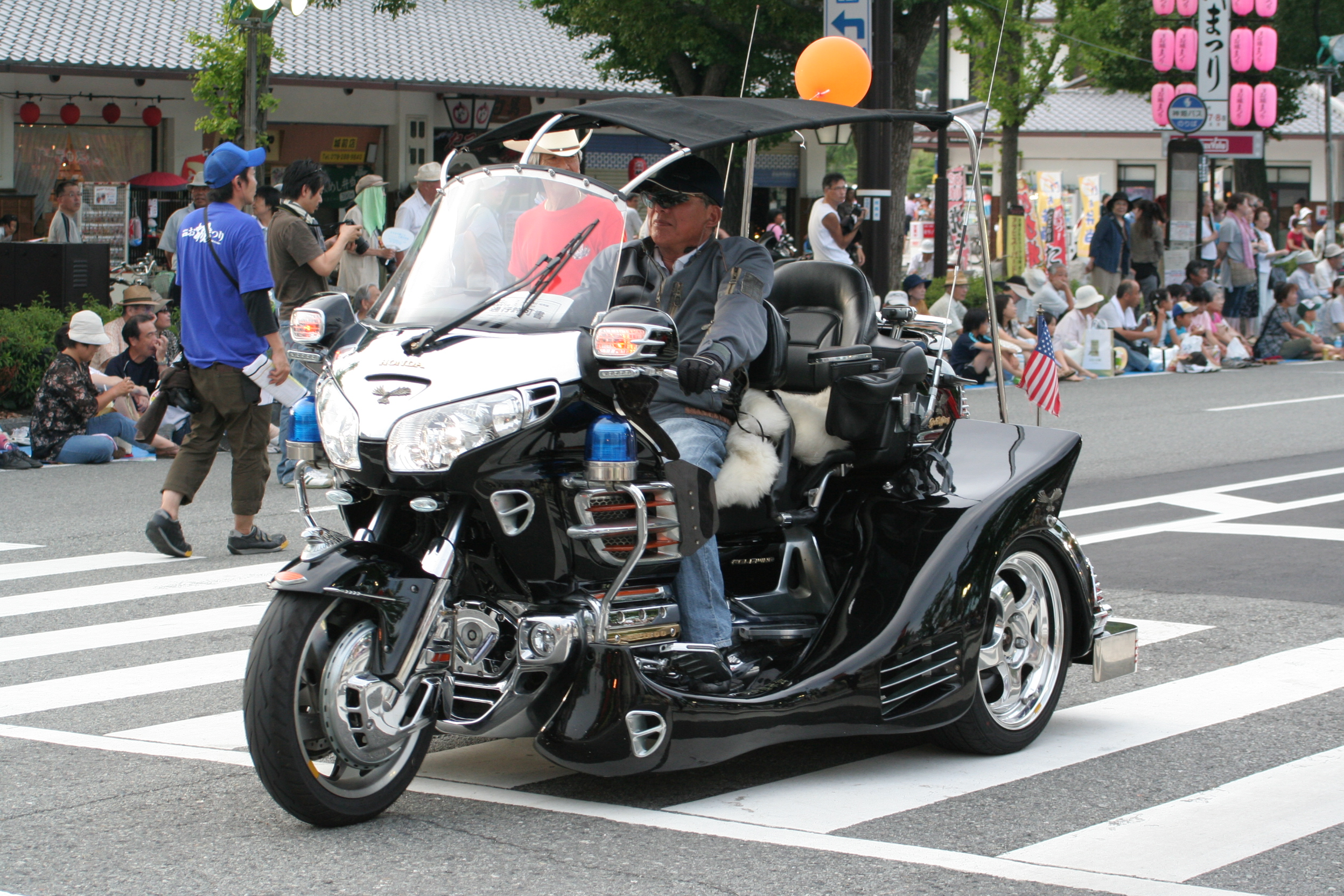
Sur une base Honda Gold Wing en 2010 (Asie).
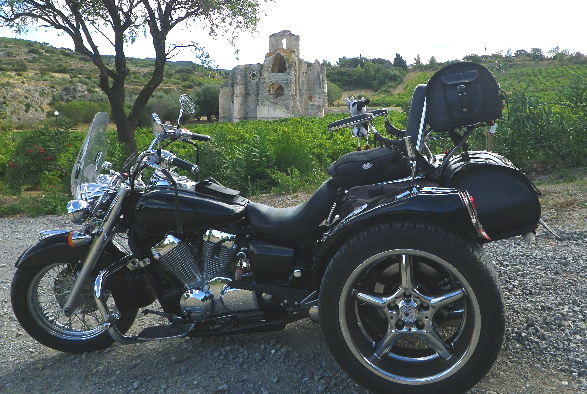
Boom sur base Honda Shadow 750 en 2012.
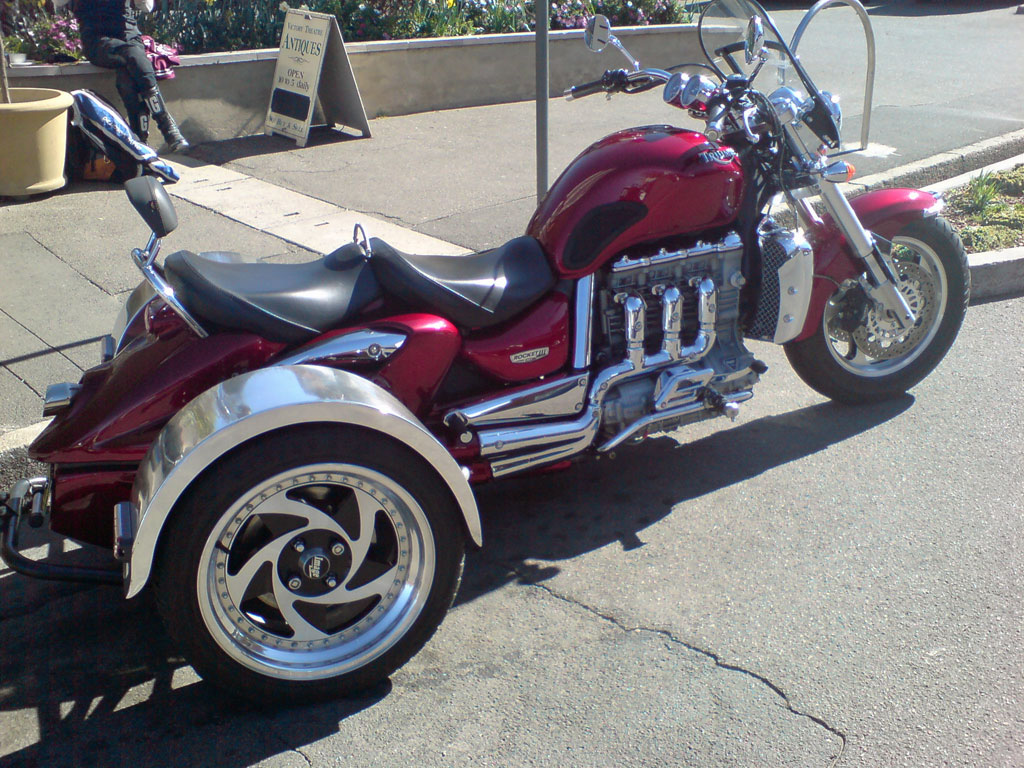
Grinnall R3T, sur une base Triumph Rocket en 2007 (Grande-Bretagne).

### Trikes classiques
Héritage des trikes modernes apparus dans les années 1980-90, les trikes classiques sont des trikes d'origine ou montés de toutes pièces à partir d'éléments automobiles et moto, motorisés à l'arrière. C'est ici que l'on trouve les engins les plus personnalisés et les plus richement customisés à l'allure généralement de chopper. Ils sont aussi plus imposants. Ces engins sont fortement typés, le plus souvent surbaissés, avec leur pilote calé dans un fauteuil à haut dossier, presque masqué par son guidon, lui-même généralement surélevé, au sommet d'une longue fourche au diamètre variable, doté d'un éclairage pléthorique. Les trikes commerciaux comportent à l'arrière, une place (modèle Chopper) ou deux places (modèle Familly), rarement plus. Leur conception repose sur un châssis, carrossé à l'arrière pour couvrir un moteur et des roues à large empattement (environ 1,80 m de large), un double circuit de freinage intégral, une transmission manuelle, des freins à disque avant et arrière et un changement de vitesses central de type automobile (ou parfois latéral) ; le tout sous diverses motorisations, principalement des moteurs venant du secteur automobile (WW et Ford pour Boum-Wolf, Peugeot pour Easy, Porsche pour le rewaco FX5, etc.), parfois des moteurs moto comme Harley-Davidson (le modèle rewaco FX6). Cependant, pour des raisons de pollution, les constructeurs ont généralement abandonné le moteur 4 cylindres à plat (flat four), refroidissement par air venant de la Volkswagen Coccinelle et se tournent vers des motorisations automobiles modernes beaucoup moins polluantes et surtout beaucoup plus sobres, souvent à injection. Parmi les constructeurs, plus de français comme Megaphone Pionnier (disparu en 2001) ou plus récemment Side-Bike avec son original Celtik Touring (disparu fin 2012) mais il y a les marques américaines, anglaises, ou allemandes comme Boom Trikes, rewaco, Easy Trikes, WK Trikes, C.C.S, Rassler, Devil’s, Fecht, Freeway, K.B.M, O.Z, Roth, A & M, Custom, Mikado, S.M.T, B.S.M, W.S, Friedrich, ainsi que beaucoup d'autres comme Cosmopolite, Didi Trike (pour handicapés), TWA, Wolf Trikes (sur base Boom), Leonart Royal Enfield, RPS, Wipi Apex-trikes, etc. En France, deux marques se sont progressivement imposées : Boum (modèles 2013 : New Highway, Fighter X11, Mustang Family, Hayabusa, etc.) et rewaco (modèles 2013 : FX6, RF1 LT2, RF1 LT3, etc.). Ils se partagent l'essentiel du marché même si quelques autres marques, notamment allemandes, sont présentes à la marge. Ces trikes dit « classiques », « conventionnels », « customs » ou « choppers » ont généralement de très fortes cylindrées. Les plus excentriques sont parfois qualifiés de « californiens ». Le coût de tels engins peut atteindre des sommets selon leurs équipements et accessoires et l'imagination de leurs propriétaires mais les prix des modèles commerciaux s'échelonnent de 20 000 € environ jusqu'à plus de 30 000 € (France, 2013).

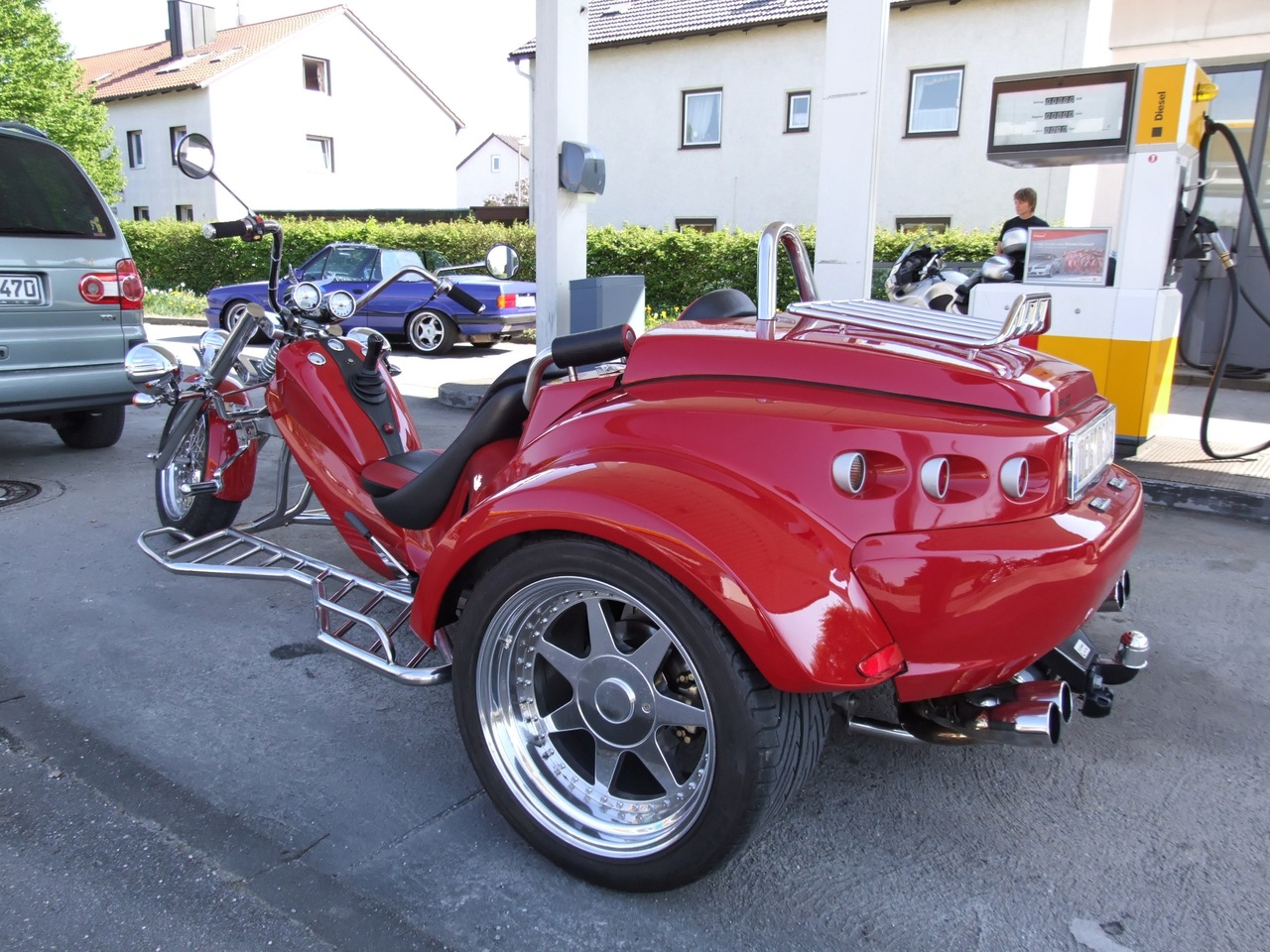
Trike rewaco RF1 en 2007.
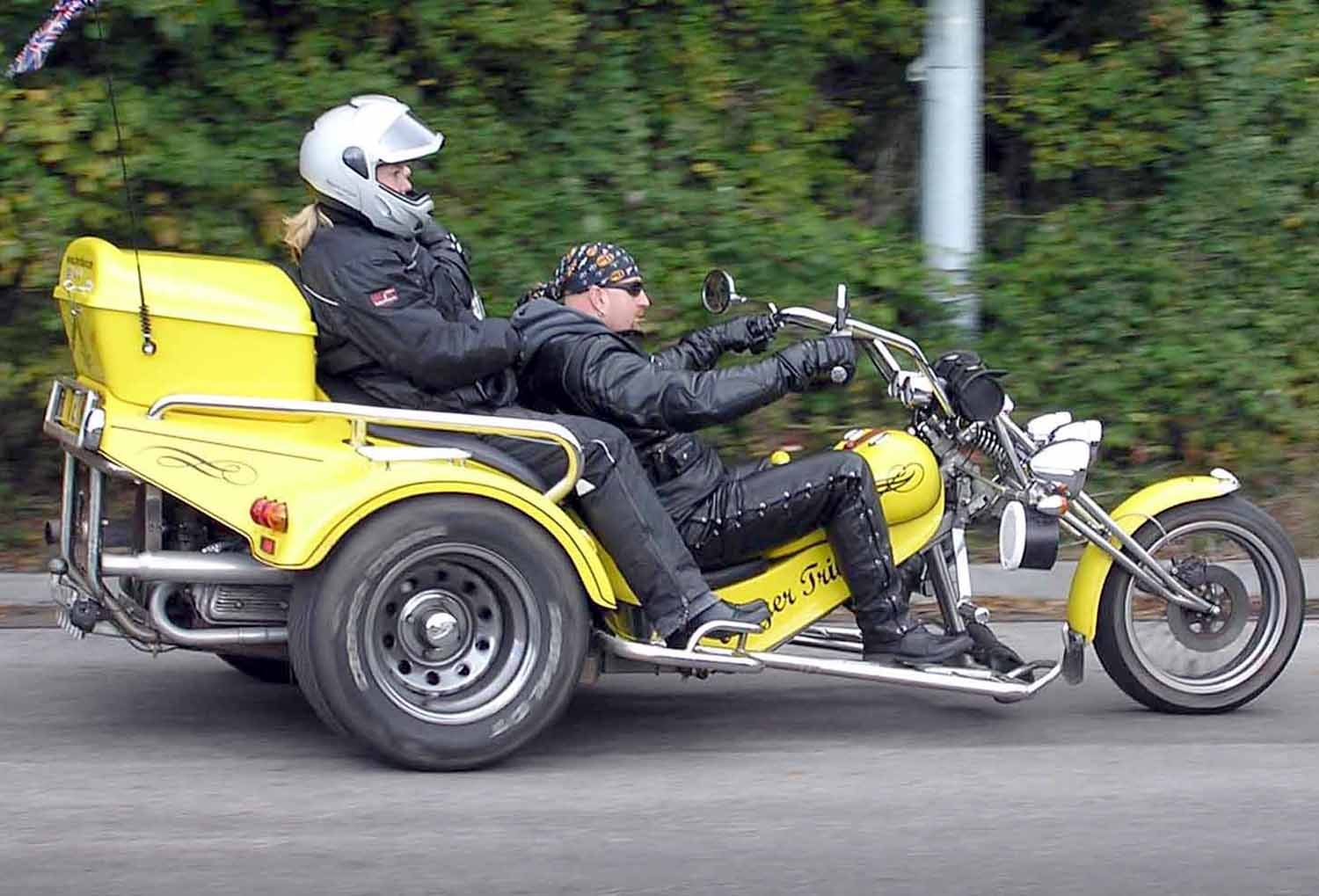
Trike rewaco HS Family lors d'un rassemblement moto à Bristol (Angleterre) en 2005.
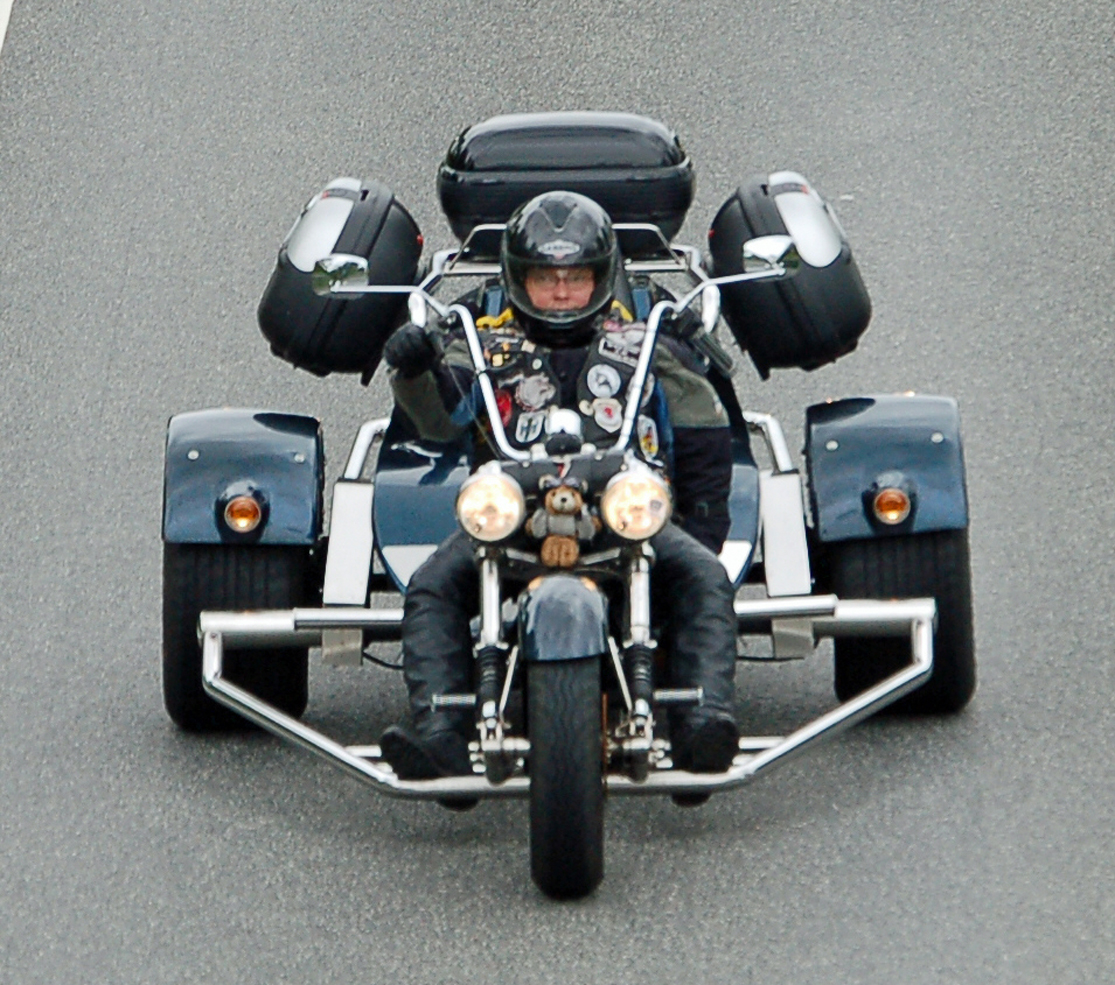
L'allure la plus classique d'un biker-triker sur un trike Boom (2010).
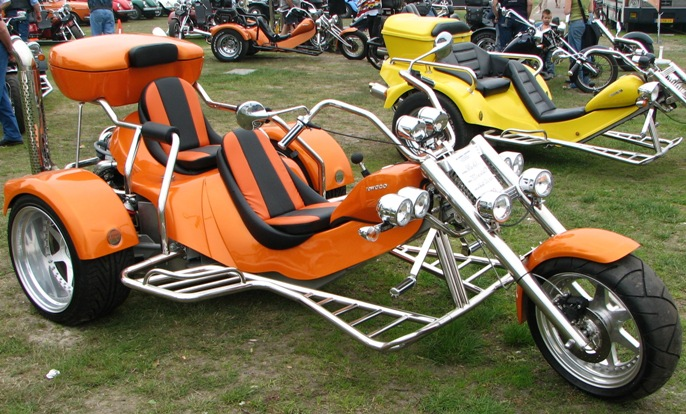
Trike rewaco HS4 au sein d'une concentration de trikes en 2006.
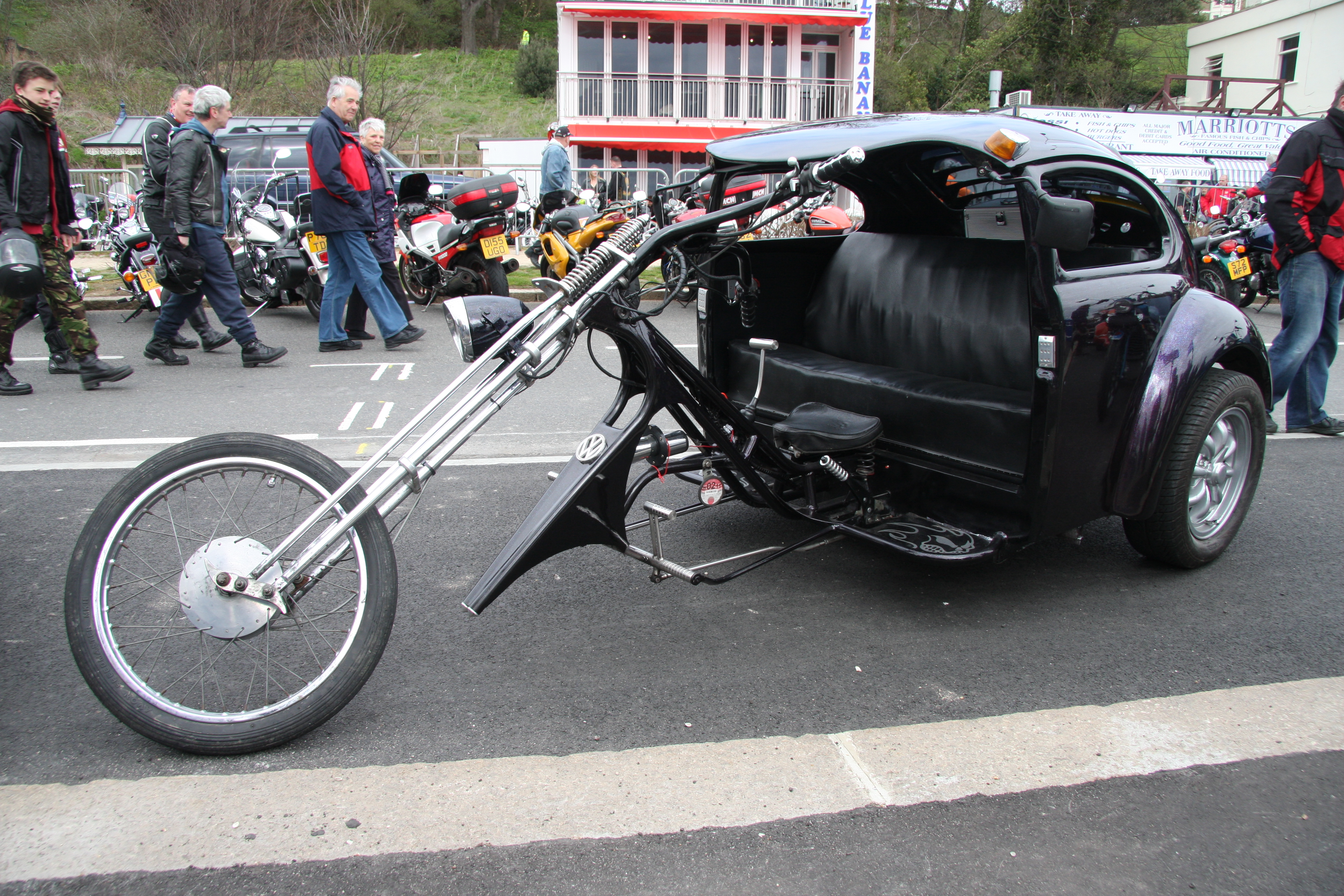
Trike sur base moteur et coque VW Coccinelle en 2010.
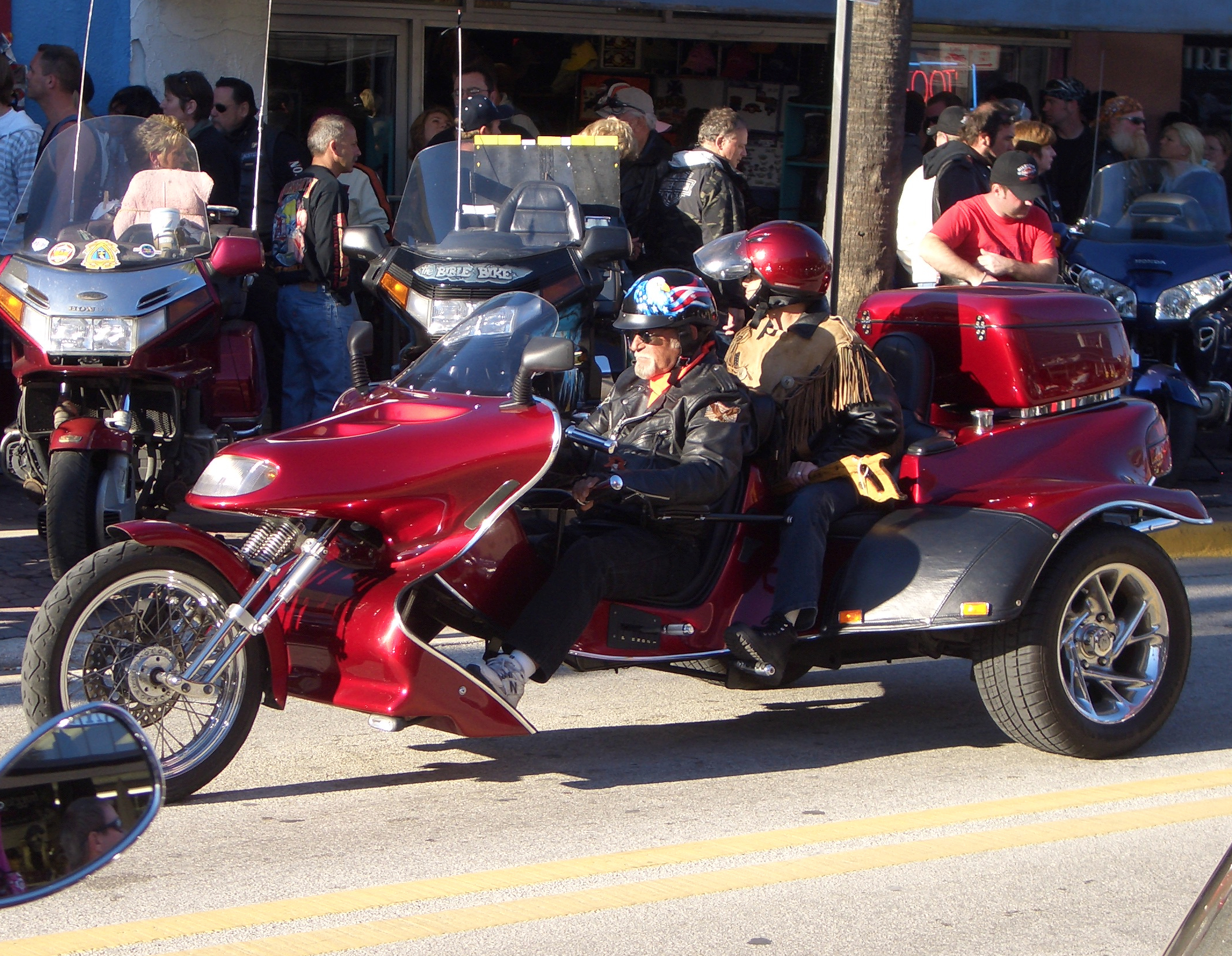
Trike américain (Daytona 2008).

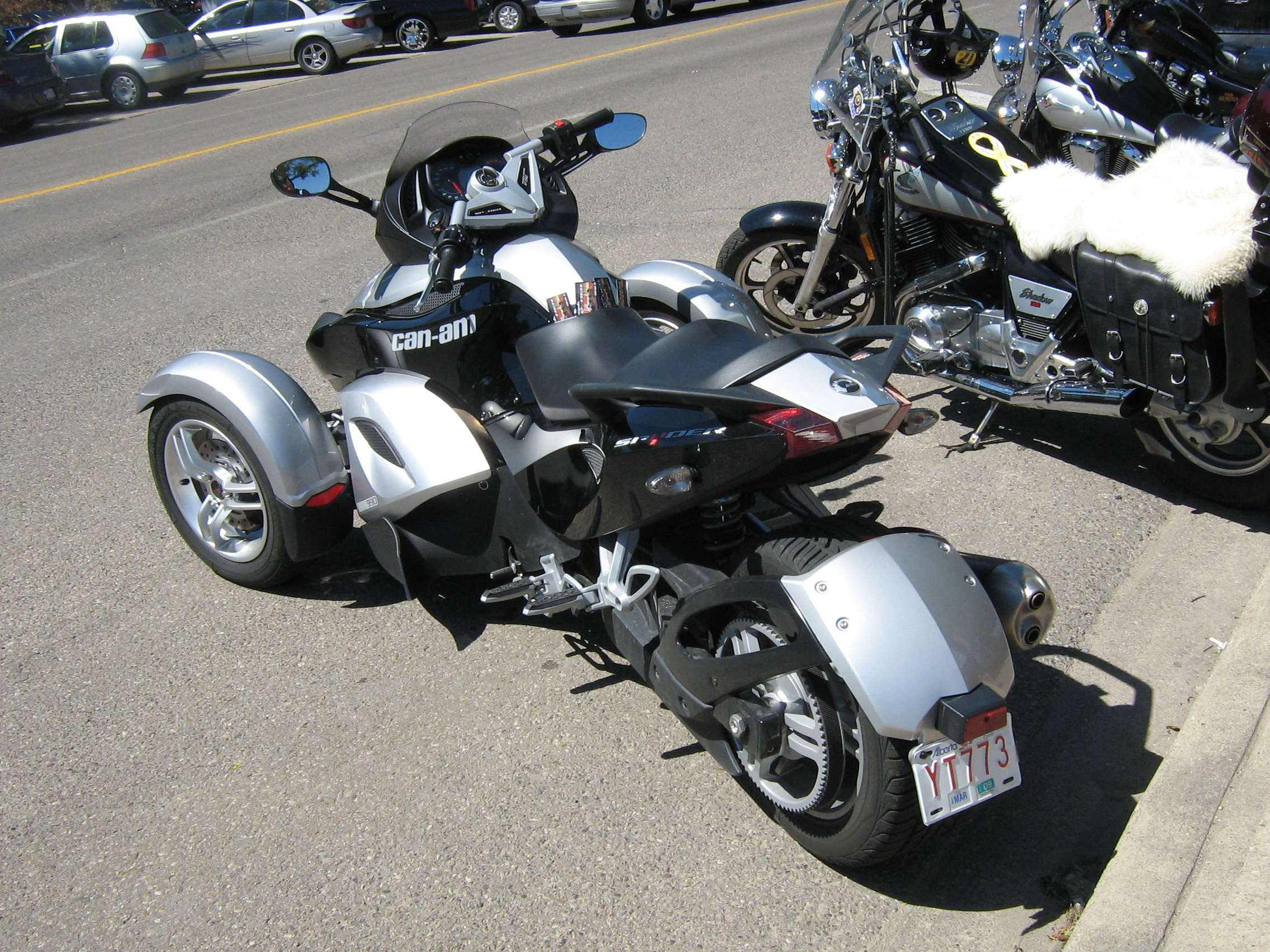
Le trike inversé Can-Am.

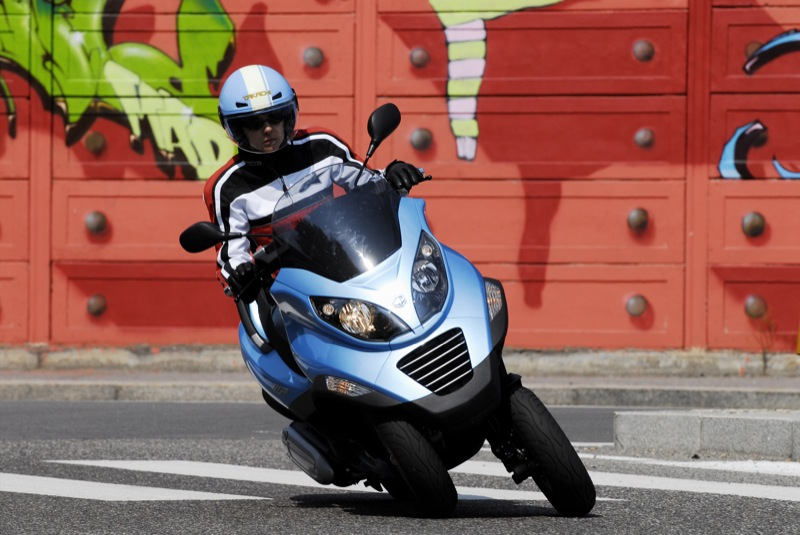
Le comportement du MP3 est proche d'un deux-roues.

### Trikes inversés, scooters et roues inclinables
Bien qu'ils soient classés dans la catégorie générique L5e commune aux trikes, certains modèles de tricycles commerciaux récents comportent deux roues à l'avant et une seule roue arrière — type « Têtard » (2-1) — tels que, depuis 2007, le BRP Can-Am Spyder Roadster, et depuis 2019, le  Can Am Ryker, proches d'un scooter à large empattement. Leur cylindrée avoisine les 1 000 cm3 et leur puissance dépasse les 100 ch mais ce type d'engin reste onéreux (environ 20 000 € en 2012). L’avantage de cette géométrie têtard, que l'on retrouve parfois sur des trikes californiens, réside dans le fait de conduire en ayant le gabarit du véhicule dans son champ de vision. Certains constructeurs de scooter se lancent aussi dans la fabrication de modèles avec deux roues directrices avant à faible empattement. Ces véhicules, de type « LMW » (Leaning Multi Wheel ou multi-essieux directeurs), ont un comportement plus proche d'un deux-roues puisqu'ils se penchent dans les virages comme le Piaggio MP3 qui se décline en version 125, 250, 400 et 500 cm3, également son concurrent italien le Quadro lui aussi décliné en plusieurs versions, le Métropolis 400 de Peugeot, ou plus récemment le Gilera Fuoco 500 (motorisé par Piaggio) et le Yamaha Tricity. Moyennant quelques adaptations et profitant d'une brèche dans notre législation, ces puissants scooters suivent, en effet, depuis 2008 pour les MP3 en France, la réglementation européenne des L5e, donc utilisables avec le permis B, à des tarifs plus accessibles (à partir de 6 000 € en 2012), ce qui explique leur irruption invasive dans le champ urbain, par effet d'aubaine. En France, ces types de scooter sont désormais ultra majoritaires dans le monde des trois-roues (60 000 MP3 seraient en circulation selon le constructeur en 2013). Ils ne sont généralement pas qualifiés de trikes dans le langage courant, ni identifiés comme tels par les initiés, mais cela accentue la confusion au sein de la catégorie L5e qui est globalement visée par la réglementation sans distinction, d'autant qu'il existe des genres de trikes à large empattement arrière qui ont également tout d'un scooter. En outre, les MP3 ne sont qu'une illustration parmi d'autres, de nouvelles catégories prototypes, les « TTW » (Tilting Three Wheeler), véhicules à trois roues inclinables et des trikes inclinables (Tilting Trikes), qu'avait même envisagé Harley-Davidson, qui se déclinent autant en trois roues arrière ou avant et qui tiennent tantôt du scooter, tantôt d'une petite automobile citadine ou d'une voiturette ; sans compter des dispositifs ingénieux rajoutant aux États-Unis deux roues inclinables à une moto, ce qui ajoute à cette anarchie des genres. Pour autant certains voient dans ces engins, majoritairement à voie étroite, une solution d'avenir face à la densification de la circulation.

## Expérience de conduite

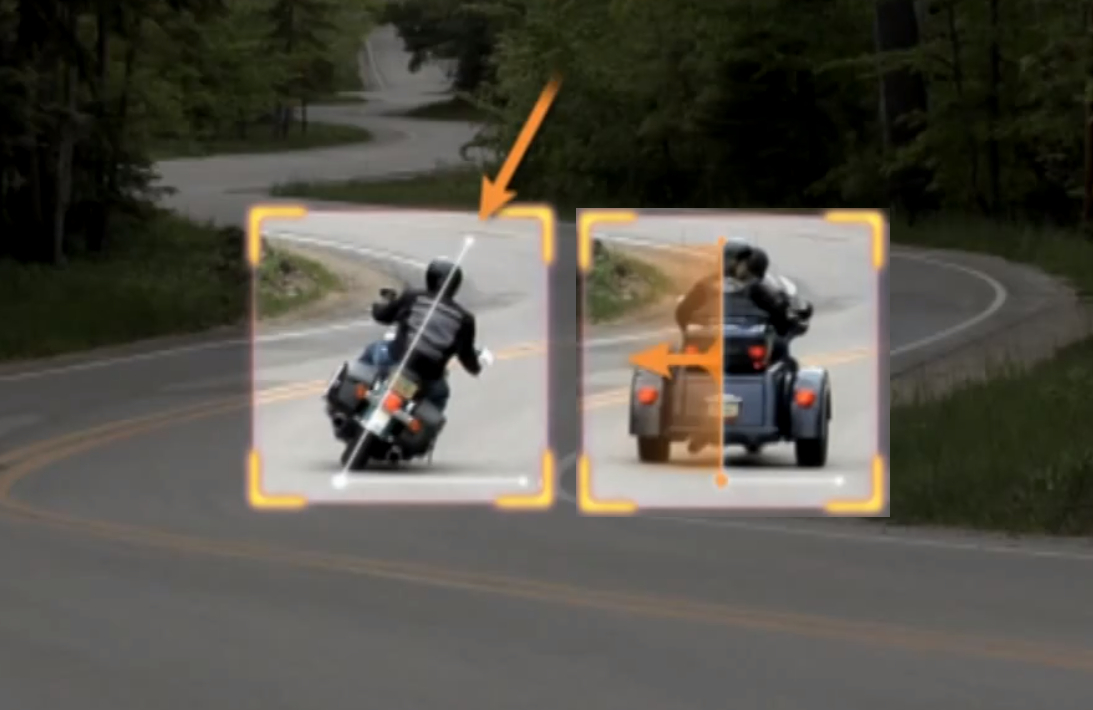
Position comparée dans un virage entre une moto classique et un trike.

Si la position de conduite ne diffère pas de celle d'un deux-roues pour les motos converties, elle est nettement plus basse et plus allongée pour les autres trikes qui bénéficient de sièges de type voiture. La vision de la route en est différente pour le pilote. Quant au(x) passager(s), il est généralement très confortablement installé à l'arrière. Un trike gagne globalement en confort, en stabilité, en visibilité et donc, en sécurité, à l'égal d'une automobile : plus besoin de poser le pied à terre à l'arrêt ; plus de craintes de perdre l'équilibre en passant sur une aspérité routière ou en glissant sur une flaque d'huile ou une bande détrempée. Il faut par contre prendre la mesure du gabarit arrière de l'engin, aussi large qu'une automobile moyenne, et oublier ses réflexes de motard. De ce point de vue, le trike impressionne et se fait mieux respecter des autres véhicules. Il se voit et ne prend personne au dépourvu.
La conduite d'un moto-trike diffère sensiblement de celle d'un trike classique. Du fait de cylindrées élevées, le trike est plus maniable et plus réactif que ne le laisse supposer son poids moyen qui oscille entre 350 et 600 kg. Il perd cependant en souplesse dans les courbes et sur les routes peu carrossables. Cela est plus sensible avec un moto-trike, notamment le Tri Glide et les tourings EML au comportement proche d'un quad. Prendre un virage serré avec ce type d'engin qui reste perpendiculaire au sol nécessite de balancer le haut du corps pour accompagner le mouvement et de tourner fortement le guidon pour forcer l'engin sous-vireur à ne pas quitter la bonne trajectoire. Les virages prononcés à vitesse de croisière sur un moto-trike demeurent en effet une sinécure. Risquer un tout-droit avec un moto-trike n'est pas si rare pour les novices lors de la prise en main, y compris pour des motards confirmés, mais l'engin se dompte rapidement. La direction d'un trike est de toutes façons plus sensible et doit être plus précise qu'un deux-roues, dans la mesure où le moindre mouvement ne se compense pas automatiquement par l'inclinaison de l'engin. Elle est aussi plus dure pour un moto-trike qu'un trike classique qui, par comparaison, est proche des effets d'une direction assistée automobile. Cependant, la maniabilité dépend notamment du type de fourches, plus souples lorsqu'elles sont à balancier (trikes classiques récents) que si elles sont parallèles (trikes anciens et moto-trikes) et de la présence (ou non) d'un différentiel sur les roues arrière. Elle dépend aussi de la suspension arrière, généralement indépendante (trikes classiques et beaucoup de moto-trikes), ou semi-indépendantes et moins souples sur certains autres moto-trikes (tourings EML et Tri Glide). En toute hypothèse, il est nécessaire de choisir une trajectoire confortable du fait que les deux roues arrière sont susceptibles d'absorber un peu plus d'aspérités qu'une seule roue ; ce qui est plus sensible avec un moto-trike et moins sur un trike classique notamment du fait de l'empattement plus large de celui-ci (1,80 m en moyenne contre 1,30 à 1,50 m pour le moto-trike) et du type de suspension. Cette dernière peut par ailleurs générer un peu de roulis, mais sentir l'arrière d'un trike chasser sagement dans une courbe prise à bonne vitesse est, par ailleurs, une nouvelle sensation agréable mais plus risquée avec un moto-trike. Néanmoins, ce sont des engins de loisir, plus faits pour la balade familiale que pour la vitesse malgré les performances de certains trikes (plus de 200 km/h pour le Boom Hayabusa, par exemple). La conduite reste cependant très physique, bien plus qu'un deux-roues, pour les moto-trikes qui, excepté la relation parfois délicate avec la force centrifuge, procurent néanmoins des sensations similaires à celles d'une moto classique ; alors que l'on est plus proche du confort et des sensations sécurisantes d'une automobile avec un trike classique, même si le port du casque, la conduite au guidon et à l'air libre, ramènent clairement dans le monde motard. Finalement, le moto-trike n'a pas les atouts confort du trike classique mais il permet de continuer à chevaucher sa moto de prédilection. À noter que la géométrie delta du trike semble aussi plus aisée que la géométrie têtard.
Si pour la majorité de ses utilisateurs, le trike est une expérience de liberté et un art de vivre démarqué, qui se pratique en toute sécurité, pour d'autres, il cumule tous les inconvénients :  ceux d'un deux-roues soumis aux aléas des intempéries et ceux de l'automobile qui doit subir embouteillages et pollution sans pouvoir se faufiler dans la circulation même si certains moto-trikers confirmés savent démentir cette dernière affirmation dans leur pratique.

## Réglementation pour conduire un trike

### En France, une réglementation dissuasive et mal ciblée

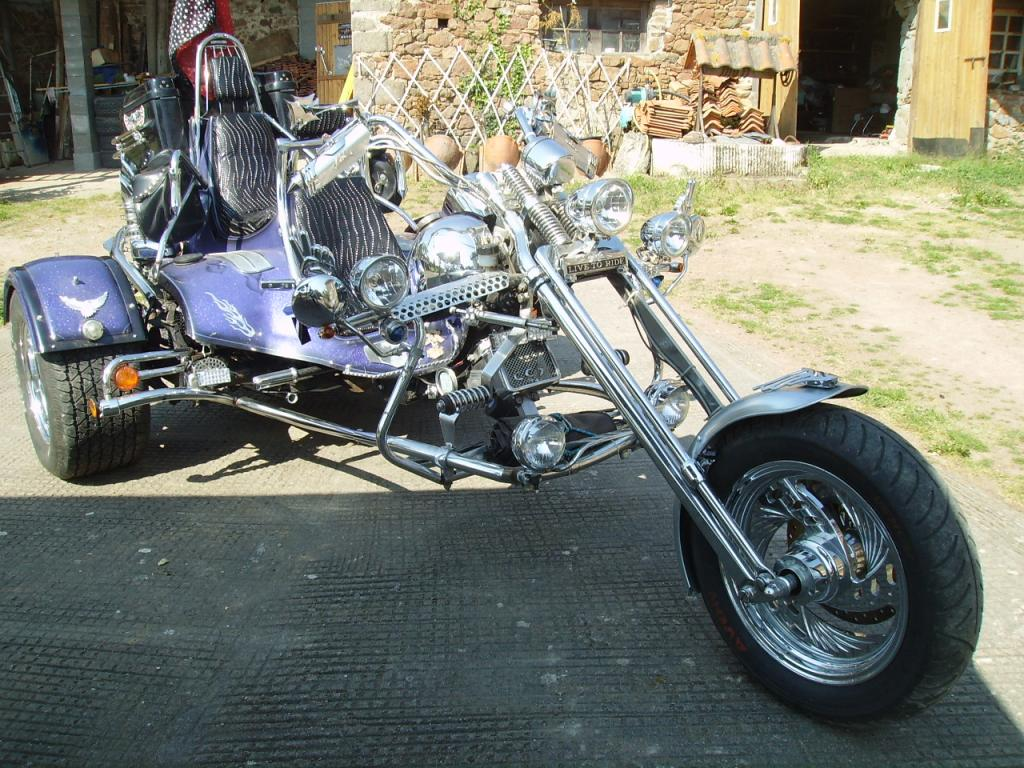
Exemple d'un trike CCS base voiture homologué en MT3 (moto) en 2008.

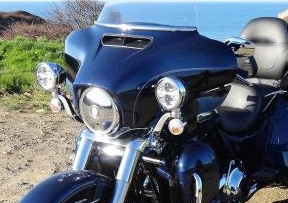
La législation oblige à deux feux de route pour ce Tri Glide européen d'une largeur dépassant 1,30 m. La marque HD a fait le choix d'occulter le phare central au profit des feux latéraux.

- Homologation et carte grise. Certains trikes commercialisés ou transformés en France bénéficient d'une homologation constructeur L5e pour le territoire national. Il est donc difficile de les exporter ensuite pour les besoins d'une revente (exemple les trikes Touring EML). D'autres bénéficient cependant d'une homologation européenne qui est valable sur l'ensemble de l'Union européenne (ex. : les trikes Q.Tec). Dans toutes ces hypothèses et en conséquence des dispositions concernant l'homologation[92], une moto transformée doit changer de certificat d'immatriculation (anc. carte grise) et perd à cette occasion sa dénomination et sa marque au profit de celles du transformateur considéré comme le « constructeur ». Pour tous les trikes d'origine, convertis ou non, le coût de la carte grise est dissuasif, faussement aligné sur celui des automobiles, équivalant au double d'une moto[93]. Pour une moto déjà immatriculée et convertie, le propriétaire ne supporte que le coût raisonnable du changement de catégorie (tarif d'un cheval fiscal). Les mentions y figurant sont « TM » (tricycle motorisé) qui est la catégorie nationale et « TMP2 » (>15W)[94][source insuffisante]. L'homologation nationale individuelle d'une machine artisanale ou d'un trike acheté à l'étranger est plus problématique puisqu'elle nécessite une patiente démarche personnelle, notamment auprès de la DREAL (qui a remplacé la DRIRE et l'ancien service des mines)[95]. En outre, dans ce cas, bien qu'il puisse s'agir physiquement d'un trike sur base moto ou non, ce dernier sera le plus souvent classé en MT3 (moto) plutôt qu'en L5e sans que les raisons soient bien claires.

- Application du code de la route. Globalement, pour les règles de conduite et l'équipement nécessaire, le code de la route français ne distingue pas les trikes des différents tricycles motorisés, tous regroupés dans la catégorie L5e, ni parfois cette catégorie de celle des deux-roues, voire des automobiles. Les mesures s'appliquant aux uns s'appliquent aux autres, c'est selon. Ainsi en est-il en principe du port du casque homologué (Article R431-1 du code de la route), sauf exception[96], mais contrairement à un deux-roues, le trike ne saurait être immobilisé en cas de manquement[97]. Ainsi en est-il du port de gants homologués rendu obligatoire depuis le 20 novembre 2016[98]. Ainsi, des éléments de signalisation-éclairage[99] et des rétroviseurs[100] devant équiper le trike, plutôt aligné ici sur le cas d'un véhicule quelconque, même si un trike peut être pourvu d'un seul feu de route, mais il en faut deux espacés d'au moins 9 cm, ainsi que deux feux de croisement, si l'empattement dépasse 1,30 m (article R313-3 et Directive UE de 2009)[99]. De même, suivant cette fois-ci le cas des motos, de l'obligation qui avait été prescrite de porter en toutes circonstances un vêtement muni d'un dispositif rétroréfléchissant[101] (pas seulement en cas d'arrêt d'urgence)[102] ; une disposition contestée à l'époque par le Collectif des Trikers de France qui releva son inutilité pour des engins forts visibles (large empattement et éclairage de type auto, par ailleurs quasi obligatoire de jour - infra) qui, de plus, ne présentent pas les mêmes risques que les deux-roues (par exemple un trike ne peut faire du remonte-file et ne risque pas une perte d'équilibre)[103]. Or, la catégorie fourre-tout L5e semble avoir globalement été visée par un ensemble de mesures sécuritaires à cause de la prolifération notamment de puissants scooters à deux ou trois roues à forte accidentalité[104]. En outre, la position généralement surbaissée du pilote peut rendre le dispositif prévu inopérant. Curieusement, les trikes (à l'instar des deux-roues) sont plus sévèrement réprimés que les automobiles pour le non-respect de cette disposition qui donne lieu à un retrait de deux points au permis[105]. Aussi les autorités firent-elles un geste en faveur des trikes en mars 2012[106], avant de reporter cette mesure sine die pour l'ensemble des véhicules visés[107]. Il en est de même du Contrôle technique des deux-roues motorisés prévu pour 2016 et repoussé à 2022, devenu une faculté dépendante de la volonté des États mais la catégorie L5e ne devrait pas faire l'objet de mesures particulières[108]. Reste le port de bandes réfléchissantes sur le casque[109]. Par contre, malgré son respect systématique par les trikers[110], l'obligation de circuler de jour en feux de croisement ne concerne théoriquement pas la catégorie L5e[111], du moins pour l'instant[112]. De même, pour le transport des passagers et notamment des enfants où aucune disposition ne semble viser la catégorie L5e. Ici on doit plutôt s'inspirer des règles en vigueur pour les motos (Articles R431-5 et R431-11 du code de la route)[113]. La réglementation pour l'attelage d'une remorque est la même que pour les deux-roues et les quads, le poids de remorquage est limité à 50 % maxi du poids à vide du véhicule et passé 80 kg en ordre de marche (à vide ou chargée), la remorque doit être équipée d'un freinage indépendant capable de maintenir l'ensemble à l'arrêt et sans affecter sa direction, Article R312-3[114] et R315-1[115] du code de la route. Le freinage par inertie ou à balancier est strictement interdit sur les deux-roues, tricycles ou quadricycles. S'agissant de l'immatriculation, la plaque fixée à l'arrière d'un trike est désormais d'un format unique et commun aux motos et à tout tricycle. Elle doit être rivetée, à fond blanc, de dimensions 210 × 130 mm pour les immatriculations depuis le 1er juillet 2015[116]. À immatriculation inchangée, les autres plaques restent légales si elles l'étaient au moment où elles ont été apposées lors de la dite immatriculation. Comme sur tout véhicule, il est nécessaire d'apposer le certificat d'assurance, de manière que le recto soit visible à l'extérieur. Pour un trike, comme pour un deux-roues, il doit être précisément disposé sur une surface située à l'avant du plan formé par la fourche avant[117], ce qui ne règle pas sa vulnérabilité au vol. Enfin, par défaut, les règles de dépassement et de circulation sont celles qui s'appliquent aux side-cars et lorsqu'ils empruntent une autoroute (autorisés seulement si leur puissance est supérieure à 15 kW notamment)[118], les trikes suivent le tarif de la catégorie 5 (moto et side-car)[119], bien que les péages automatisés les détectent parfois en tant qu'automobiles du fait de leur gabarit[120].

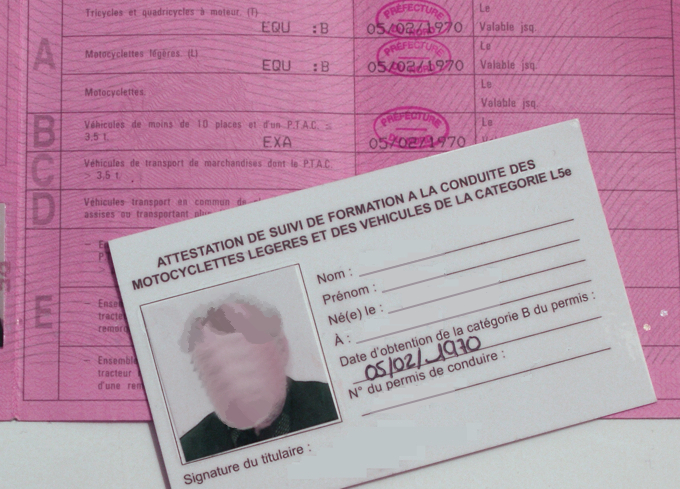
Attestation de formation 7 heures pour la conduite avec le permis B en France, nécessaire rétroactivement (en théorie) malgré l'équivalence reconnue sur ce permis.

- Dispositions particulières propres au permis de conduire. Ici, malgré quelques dispositions spécifiques aux tricycles, la législation française a récemment procédé à un alignement surprenant sur certaines règles propres aux motos légères (50 à 125 cm3). Le code de la route distingue les tricycles dont la puissance n’excède pas 15 kW (20 ch) et les autres. Les premiers peuvent être conduits avec les permis A1, A2, A3, A, B ou B1. Les plus puissants, classés L5e, nécessitent le permis A ou A3[121]. Leur puissance n'est pas limitée à 100 ch comme c'est le cas des deux-roues[121]. Autre différence notable avec les deux-roues supérieurs à 125 cm3, mais comme les motos légères, ces tricycles L5e peuvent également être conduits avec le permis B[122]. L'article R. 221-8 a depuis été modifié deux fois, dernière version selon le décret no 2013-58 du 17 janvier 2013[123]. Ces mesures sont conformes à la Directive 2006/126/CE du Parlement européen et du Conseil du 20 décembre 2006 relative au permis de conduire[124] qui prévoit le permis B en équivalence pour la conduite d'un trike (article 6 3.a) et offre une garantie aux droits acquis avant le 19 janvier 2013[125], ce qui semble logique puisque, malgré leur puissance, leur comportement routier présente quelques similitudes avec l'automobile (supra). Cependant alors qu'il ne faut aucune condition supplémentaire pour les possesseurs d'un permis A, sinon une ancienneté de permis de deux ans requise pour la conduite d'un trike quel que soit le permis, curieusement, depuis le 1er janvier 2011, les titulaires du permis B (rétroactivement, quelle que soit la date d'obtention du permis, hormis les titulaires d'un permis B avant le 1er mars 1980)[126] ne peuvent conduire un tricycle qu'après avoir suivi une formation de sept heures[127]. Cela donne lieu à la remise d'une attestation (qui est de droit, dès lors que le stage a été suivi, sans considération pour l'aptitude réelle du futur pilote). Celle-ci doit ensuite être présentée avec le permis de conduire pour justifier de la conduite de l'engin. Cette attestation s'impose aussi pour la conduite, avec le permis B, des deux-roues 125 cm3 et scooters à trois roues plus puissants, plus particulièrement visés avec logique par cette mesure[128]. Or le véhicule pour lequel l'attestation est obtenue est indifférent. Comme il n'existe pratiquement aucune auto-école disposant de trikes, ni de moniteurs formés, la formation sera effectuée le plus souvent sur une moto légère 125 cm3 ou un scooter de faible cylindrée[129], ce qui est paradoxal avec les objectifs sécuritaires annoncés qui visent notamment la maîtrise de l'engin. En outre, la formation est ainsi difficilement accessible à certains handicapés pour qui le trike est pourtant parfaitement adapté, sans compter le préjudice causé aux loueurs de trikes pour qui la location préjuge souvent d'une vente[130]. Si le trike est déjà acquis, un accord avec l'assureur peut néanmoins palier cette difficulté[131]. Cette formation reste acquise même en cas d'invalidation, d'annulation du permis de conduire, de renouvellement du permis ou d'interruption prolongée dans sa pratique. Sont néanmoins exonérés de formation ceux qui peuvent justifier de la conduite d'un tricycle (50 cm3 et plus), ou d'une moto légère, entre le 1er janvier 2006 et le 1er janvier 2011, ne serait-ce qu'un jour (article R221-8 du code de la route). La preuve doit être apportée par un document délivré par un assureur : le « relevé d'informations »[121]. Sauf bonne volonté de l'assureur, cela ne concerne que l'assuré et non le pilote secondaire (même conjoint) s'il n'est pas mentionné au contrat. Cette équivalence avec le permis B n'est valable que sur le territoire français ou dans les pays qui la reconnaissent, au cas par cas, comme ceux de l'ensemble de l'Union européenne (à l'exception de la Grèce)[121] à ceci près que l'harmonisation européenne intervenue à partir du 13 janvier 2013 réduit la portée de cette équivalence en dehors de nos frontières pour les titulaires d'un permis obtenu postérieurement à cette date[132].

## Trike tout-terrain

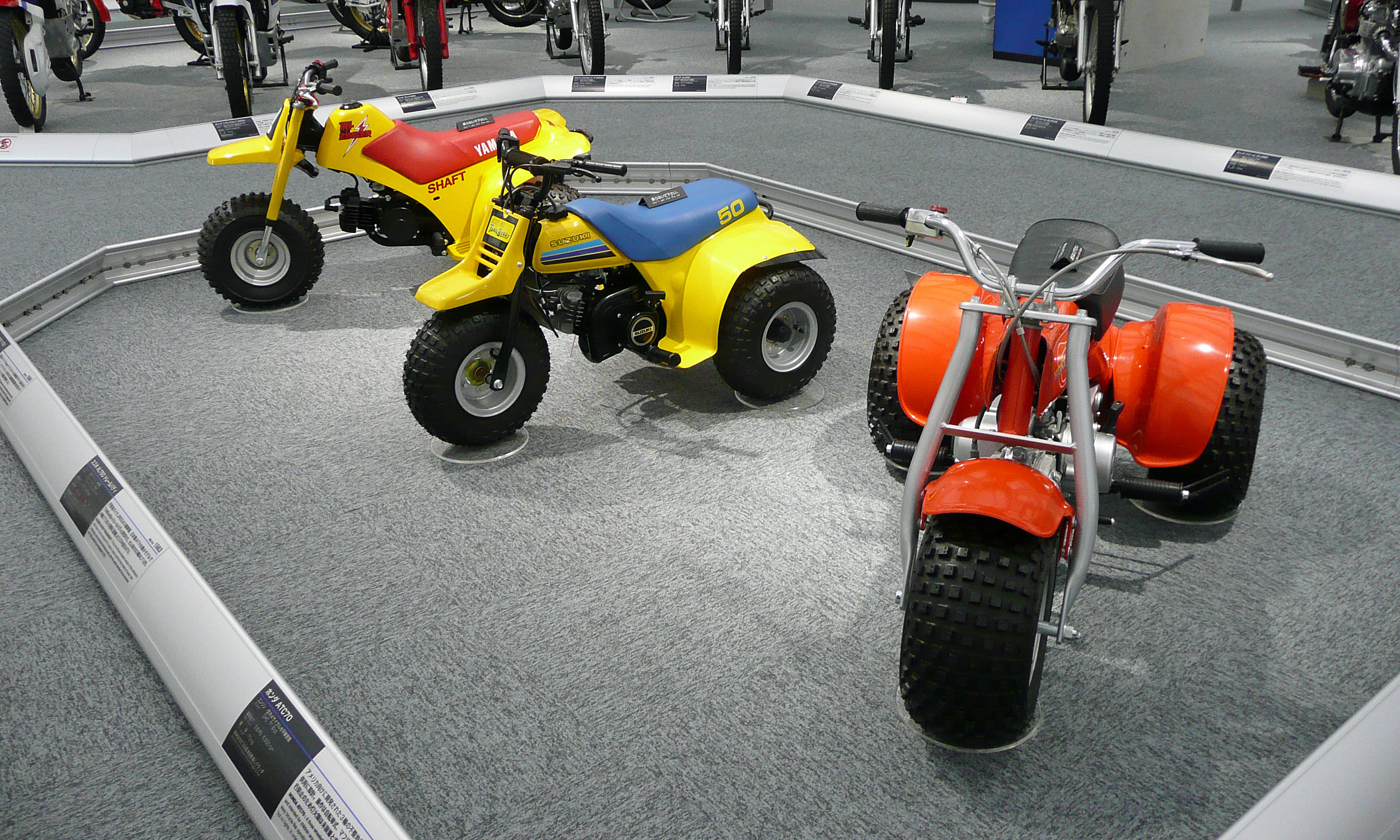
Honda ATC 70, Suzuki ALT50, Yamaha Tri-Zinga.

Ancêtre du quad, le premier trike tout-terrain, le Honda US90, apparaît en 1969. Il a inauguré une nouvelle catégorie, les « ATC » (All Terrain Cycle), qui connaît d'autres modèles comme le Kawasaki Tecate et le Yamaha Tri-Z ou le Suzuki Alt 50 Trailbuddy.
L'arrivée en Europe a eu lieu au début des années 1980, avec des moteurs de 200 cm3 (4-temps), 250 cm3 (2-temps) ou même 350 cm3 (4T). Le pilotage délicat de ces engins a entraîné une interdiction à la vente en France à partir de 1986 consécutive à un accord entre les fabricants et la Commission de sûreté de produit de consommation des États-Unis (U.S. CPSC) pour en cesser la production.